# Willem Rädecker
Wilhelm Anton (Willem) Rädecker (Amsterdam, 2 december 1883 – aldaar, 26 juli 1971) was een Nederlands meubelmaker en beeldhouwer.

## Levensloop

### Jeugd en eerste carrièrestappen in de toegepaste kunst
Willem Rädecker was de oudste zoon van de uit Duitsland afkomstige beeldhouwer Wilhelm Rädecker (1851-1936) en Anna Gosseling (1851-1921). De beeldhouwers John en Anton Rädecker zijn zijn jongere broers. De jongens Rädecker kregen les van hun vader, die boetseerles gaf aan de avondtekenschool voor handwerklieden, de Eerste Ambachtschool van de Maatschappij voor den Werkenden. Willem vormde zich verder in de praktijk en werkte onder meer voor meubelbeeldhouwer Barend E. Smits in Amsterdam (ca. 1908-1909), meubelfirma Jansen in België (ca. 1910), Dols en Koning in Amsterdam (ca. 1912-1913) en dreef met zijn broer Anton de meubelfabriek Oud Holland in Amsterdam. Rädecker trouwde in 1914 met Johanna Sophia (Jo) Gangel (1890-1986). Haar zuster Jet trouwde een aantal later met de beeldhouwer Janus Remiëns. Uit het huwelijk van Willem en Jo Rädecker werden drie kinderen geboren, onder wie de schilders Jan en Max Raedecker. 
Rädecker vestigde zich rond 1920 met zijn gezin in Blaricum, waar hij een eigen bedrijf begon. Hij maakte onder meer meubilair voor het Jachthuis Sint-Hubertus en verzorgde de inrichting voor de familie Van Marle in Den Haag. Rädecker ontwierp naast meubels ook gebruiksvoorwerpen en sieraardewerk. Bij een tentoonstelling met Frans Zwollo sr. en Frans Zwollo jr. bij Metz en Co's magazijnen in Den Haag (1927), liet Rädecker onder meer houten schalen en presenteerbladen zien, waarbij de uiteinden waren voorzien van gebeeldhouwde kopjes.

### Verdere carrière als beeldhouwer
Vanaf 1927 legde hij zich volledig toe op beeldhouwwerken, waaronder koppen en maskers, in hardhout en brons, in de stijl van de Amsterdamse School. In 1928 verhuisde het gezin terug naar Amsterdam. Rädecker sloot zich aan bij De Onafhankelijken, waarmee hij ook exposeerde. In 1936 werd in nazi-Duitsland de Olympische Spelen gehouden, als tegenreactie werd in De Geelvinck in Amsterdam de antifacistische tentoonstelling De Olympiade Onder Dictatuur (D.O.O.D.) gehouden, waar Rädecker bronzen koppen liet zien. Naar aanleiding van een tentoonstelling in 1940 schreef de recensent van het Algemeen Handelsblad: "Ruim en uitmuntend werk is de beeldbouwkunst vertegenwoordigd. Daarvan treft het diepste, door zijn algeheele volkomenheid, het droomerige "Vrouwekopje", stil en geheimzinnig als een Boeddha-kop, door Willem Rädecker in teakhout gesneden." In januari 1941 exposeerde Rädecker met Arnold Davids, Ferdinand Erfmann, Dirk Filarski, Bobette van Gelder, Ger Langeweg, Elie Neuburger en Annie de Roos bij galerie Hungaria aan de Leidsestraat in Amsterdam. De recensent van het Algemeen Handelsblad noemde hem hier "den voortreffelijken snijder in hout".
Willem Rädecker overleed op 87-jarige leeftijd in zijn atelier aan de Stadhouderskade. Hij werd begraven op de Nieuwe Oosterbegraafplaats.

## Enkele werken
- 1927: beeldhouwwerk voor entree pand aan de Kloveniersburgwal.
- 1930: gesneden toegangsdeuren, met voorstellingen van Adam en Eva, en lichtzuilen voor de aula van de gemeentelijke meisjes-hbs aan de Euterpestraat (het huidige Gerrit van der Veen College aan de Gerrit van der Veenstraat). Zoals gebruikelijk in die tijd werkten meerdere kunstenaars mee aan de aankleding van het pand: aan de gevel werd beeldhouwwerk aangebracht van Hildo Krop, van Frits van Hall werd een beeld van een meisje met lam in de hal geplaatst, Rik Roland Holst leverde een raam voor de aula en een mozaïekwerk voor de tweede hal.
- 1934: trapversiering voor Museum Fodor.
- 1939: bouwbeeldhouwwerk aan het Victorieplein in Amsterdam.

## Stamboom
|                                       |                                       |                                       |                                       |                                       |                                       |  |  |                                  |                                  |                                  |                                  |                                  |                                  |                                 |                                 |                                           |                                     |                                     |                                     |                                     |                                     | Wilhelm Rädecker 1851-1936 beeldhouwer |                                     |                                     |                                     |                                     |                                     |                                    |                                    |  |  |                                           |                                           |                                           |                                           |                                           |                                           |                           |                           |  |  |  |  |                                      |                                      |                                      |                                      |                                      |                                      |  |  |  |  |  |  |  |  |  |  |  |  |  |  |  |  |
|                                       |                                       |                                       |                                       |                                       |                                       |  |  |                                  |                                  |                                  |                                  |                                  |                                  |                                 |                                 |                                           |                                     |                                     |                                     |                                     |                                     |                                        |                                     |                                     |                                     |                                     |                                     |                                    |                                    |  |  |                                           |                                           |                                           |                                           |                                           |                                           |                           |                           |  |  |  |  |                                      |                                      |                                      |                                      |                                      |                                      |  |  |  |  |  |  |  |  |  |  |  |  |  |  |  |  |
|                                       |                                       |                                       |                                       |                                       |                                       |  |  |                                  |                                  |                                  |                                  |                                  |                                  |                                 |                                 |                                           |                                     |                                     |                                     |                                     |                                     |                                        |                                     |                                     |                                     |                                     |                                     |                                    |                                    |  |  |                                           |                                           |                                           |                                           |                                           |                                           |                           |                           |  |  |  |  |                                      |                                      |                                      |                                      |                                      |                                      |  |  |  |  |  |  |  |  |  |  |  |  |  |  |  |  |
| Willem Rädecker 1883-1971 beeldhouwer | Willem Rädecker 1883-1971 beeldhouwer | Willem Rädecker 1883-1971 beeldhouwer | Willem Rädecker 1883-1971 beeldhouwer | Willem Rädecker 1883-1971 beeldhouwer | Willem Rädecker 1883-1971 beeldhouwer |  |  |                                  |                                  | Anni de Roos 1890-1974 tekenaar  | Anni de Roos 1890-1974 tekenaar  | Anni de Roos 1890-1974 tekenaar  | Anni de Roos 1890-1974 tekenaar  | Anni de Roos 1890-1974 tekenaar | Anni de Roos 1890-1974 tekenaar |                                           |                                     |                                     |                                     |                                     |                                     | John Rädecker 1885-1965 beeldhouwer    | John Rädecker 1885-1965 beeldhouwer | John Rädecker 1885-1965 beeldhouwer | John Rädecker 1885-1965 beeldhouwer | John Rädecker 1885-1965 beeldhouwer | John Rädecker 1885-1965 beeldhouwer |                                    |                                    |  |  |                                           |                                           | Anni ten Herkel 1889-1983                 | Anni ten Herkel 1889-1983                 | Anni ten Herkel 1889-1983                 | Anni ten Herkel 1889-1983                 | Anni ten Herkel 1889-1983 | Anni ten Herkel 1889-1983 |  |  |  |  | Anton Rädecker 1887-1960 beeldhouwer | Anton Rädecker 1887-1960 beeldhouwer | Anton Rädecker 1887-1960 beeldhouwer | Anton Rädecker 1887-1960 beeldhouwer | Anton Rädecker 1887-1960 beeldhouwer | Anton Rädecker 1887-1960 beeldhouwer |  |  |  |  |  |  |  |  |  |  |  |  |  |  |  |  |
| Willem Rädecker 1883-1971 beeldhouwer | Willem Rädecker 1883-1971 beeldhouwer | Willem Rädecker 1883-1971 beeldhouwer | Willem Rädecker 1883-1971 beeldhouwer | Willem Rädecker 1883-1971 beeldhouwer | Willem Rädecker 1883-1971 beeldhouwer |  |  |                                  |                                  | Anni de Roos 1890-1974 tekenaar  | Anni de Roos 1890-1974 tekenaar  | Anni de Roos 1890-1974 tekenaar  | Anni de Roos 1890-1974 tekenaar  | Anni de Roos 1890-1974 tekenaar | Anni de Roos 1890-1974 tekenaar |                                           |                                     |                                     |                                     |                                     |                                     | John Rädecker 1885-1965 beeldhouwer    | John Rädecker 1885-1965 beeldhouwer | John Rädecker 1885-1965 beeldhouwer | John Rädecker 1885-1965 beeldhouwer | John Rädecker 1885-1965 beeldhouwer | John Rädecker 1885-1965 beeldhouwer |                                    |                                    |  |  |                                           |                                           | Anni ten Herkel 1889-1983                 | Anni ten Herkel 1889-1983                 | Anni ten Herkel 1889-1983                 | Anni ten Herkel 1889-1983                 | Anni ten Herkel 1889-1983 | Anni ten Herkel 1889-1983 |  |  |  |  | Anton Rädecker 1887-1960 beeldhouwer | Anton Rädecker 1887-1960 beeldhouwer | Anton Rädecker 1887-1960 beeldhouwer | Anton Rädecker 1887-1960 beeldhouwer | Anton Rädecker 1887-1960 beeldhouwer | Anton Rädecker 1887-1960 beeldhouwer |  |  |  |  |  |  |  |  |  |  |  |  |  |  |  |  |
|                                       |                                       |                                       |                                       |                                       |                                       |  |  |                                  |                                  |                                  |                                  |                                  |                                  |                                 |                                 |                                           |                                     |                                     |                                     |                                     |                                     |                                        |                                     |                                     |                                     |                                     |                                     |                                    |                                    |  |  |                                           |                                           |                                           |                                           |                                           |                                           |                           |                           |  |  |  |  |                                      |                                      |                                      |                                      |                                      |                                      |  |  |  |  |  |  |  |  |  |  |  |  |  |  |  |  |
|                                       |                                       |                                       |                                       |                                       |                                       |  |  |                                  |                                  |                                  |                                  |                                  |                                  |                                 |                                 |                                           |                                     |                                     |                                     |                                     |                                     |                                        |                                     |                                     |                                     |                                     |                                     |                                    |                                    |  |  |                                           |                                           |                                           |                                           |                                           |                                           |                           |                           |  |  |  |  |                                      |                                      |                                      |                                      |                                      |                                      |  |  |  |  |  |  |  |  |  |  |  |  |  |  |  |  |
| Max Raedecker 1914-1987 schilder      | Max Raedecker 1914-1987 schilder      | Max Raedecker 1914-1987 schilder      | Max Raedecker 1914-1987 schilder      | Max Raedecker 1914-1987 schilder      | Max Raedecker 1914-1987 schilder      |  |  | Jan Raedecker 1920-2016 schilder | Jan Raedecker 1920-2016 schilder | Jan Raedecker 1920-2016 schilder | Jan Raedecker 1920-2016 schilder | Jan Raedecker 1920-2016 schilder | Jan Raedecker 1920-2016 schilder |                                 |                                 | John Rädecker 1913-1976 beeldhouwer       | John Rädecker 1913-1976 beeldhouwer | John Rädecker 1913-1976 beeldhouwer | John Rädecker 1913-1976 beeldhouwer | John Rädecker 1913-1976 beeldhouwer | John Rädecker 1913-1976 beeldhouwer |                                        |                                     | Han Rädecker 1921-1976 beeldhouwer  | Han Rädecker 1921-1976 beeldhouwer  | Han Rädecker 1921-1976 beeldhouwer  | Han Rädecker 1921-1976 beeldhouwer  | Han Rädecker 1921-1976 beeldhouwer | Han Rädecker 1921-1976 beeldhouwer |  |  | Jan Willem Rädecker 1924-2009 beeldhouwer | Jan Willem Rädecker 1924-2009 beeldhouwer | Jan Willem Rädecker 1924-2009 beeldhouwer | Jan Willem Rädecker 1924-2009 beeldhouwer | Jan Willem Rädecker 1924-2009 beeldhouwer | Jan Willem Rädecker 1924-2009 beeldhouwer |                           |                           |  |  |  |  |                                      |                                      |                                      |                                      |                                      |                                      |  |  |  |  |  |  |  |  |  |  |  |  |  |  |  |  |
| Max Raedecker 1914-1987 schilder      | Max Raedecker 1914-1987 schilder      | Max Raedecker 1914-1987 schilder      | Max Raedecker 1914-1987 schilder      | Max Raedecker 1914-1987 schilder      | Max Raedecker 1914-1987 schilder      |  |  | Jan Raedecker 1920-2016 schilder | Jan Raedecker 1920-2016 schilder | Jan Raedecker 1920-2016 schilder | Jan Raedecker 1920-2016 schilder | Jan Raedecker 1920-2016 schilder | Jan Raedecker 1920-2016 schilder |                                 |                                 | John Rädecker 1913-1976 beeldhouwer       | John Rädecker 1913-1976 beeldhouwer | John Rädecker 1913-1976 beeldhouwer | John Rädecker 1913-1976 beeldhouwer | John Rädecker 1913-1976 beeldhouwer | John Rädecker 1913-1976 beeldhouwer |                                        |                                     | Han Rädecker 1921-1976 beeldhouwer  | Han Rädecker 1921-1976 beeldhouwer  | Han Rädecker 1921-1976 beeldhouwer  | Han Rädecker 1921-1976 beeldhouwer  | Han Rädecker 1921-1976 beeldhouwer | Han Rädecker 1921-1976 beeldhouwer |  |  | Jan Willem Rädecker 1924-2009 beeldhouwer | Jan Willem Rädecker 1924-2009 beeldhouwer | Jan Willem Rädecker 1924-2009 beeldhouwer | Jan Willem Rädecker 1924-2009 beeldhouwer | Jan Willem Rädecker 1924-2009 beeldhouwer | Jan Willem Rädecker 1924-2009 beeldhouwer |                           |                           |  |  |  |  |                                      |                                      |                                      |                                      |                                      |                                      |  |  |  |  |  |  |  |  |  |  |  |  |  |  |  |  |
|                                       |                                       |                                       |                                       |                                       |                                       |  |  |                                  |                                  |                                  |                                  |                                  |                                  |                                 |                                 | John Rädecker                             |                                     |                                     |                                     |                                     |                                     |                                        |                                     |                                     |                                     |                                     |                                     |                                    |                                    |  |  |                                           |                                           |                                           |                                           |                                           |                                           |                           |                           |  |  |  |  |                                      |                                      |                                      |                                      |                                      |                                      |  |  |  |  |  |  |  |  |  |  |  |  |  |  |  |  |
|                                       |                                       |                                       |                                       |                                       |                                       |  |  |                                  |                                  |                                  |                                  |                                  |                                  |                                 |                                 |                                           |                                     |                                     |                                     |                                     |                                     |                                        |                                     |                                     |                                     |                                     |                                     |                                    |                                    |  |  |                                           |                                           |                                           |                                           |                                           |                                           |                           |                           |  |  |  |  |                                      |                                      |                                      |                                      |                                      |                                      |  |  |  |  |  |  |  |  |  |  |  |  |  |  |  |  |
|                                       |                                       |                                       |                                       |                                       |                                       |  |  |                                  |                                  |                                  |                                  |                                  |                                  |                                 |                                 | Michael Raedecker 1963 schilder, tekenaar |                                     |                                     |                                     |                                     |                                     |                                        |                                     |                                     |                                     |                                     |                                     |                                    |                                    |  |  |                                           |                                           |                                           |                                           |                                           |                                           |                           |                           |  |  |  |  |                                      |                                      |                                      |                                      |                                      |                                      |  |  |  |  |  |  |  |  |  |  |  |  |  |  |  |  |

- Biografisch Portaal: 56768407
- RKD-Nederlands Instituut voor Kunstgeschiedenis: 65415